# Dekanat bruski
Dekanat Brusy – jeden z 30 dekanatów w rzymskokatolickiej diecezji pelplińskiej.

## Parafie
W skład dekanatu wchodzi 8 parafii:
- parafia Wszystkich Świętych – Brusy
- parafia św. Antoniego Padewskiego – Dziemiany
- parafia św. Rocha – Kalisz Kaszubski
- parafia Matki Bożej Różańcowej – Karsin
- parafia Najświętszego Serca Pana Jezusa – Kosobudy
- parafia Podwyższenia Krzyża Świętego – Leśno
- parafia św. Maksymiliana Kolbego – Osowo
- parafia św. Mikołaja – Wiele

## Sąsiednie dekanaty
Borzyszkowy, Bytów, Chojnice, Czersk, Kościerzyna, Rytel, Zblewo.